# Hendrik Husly Viervant

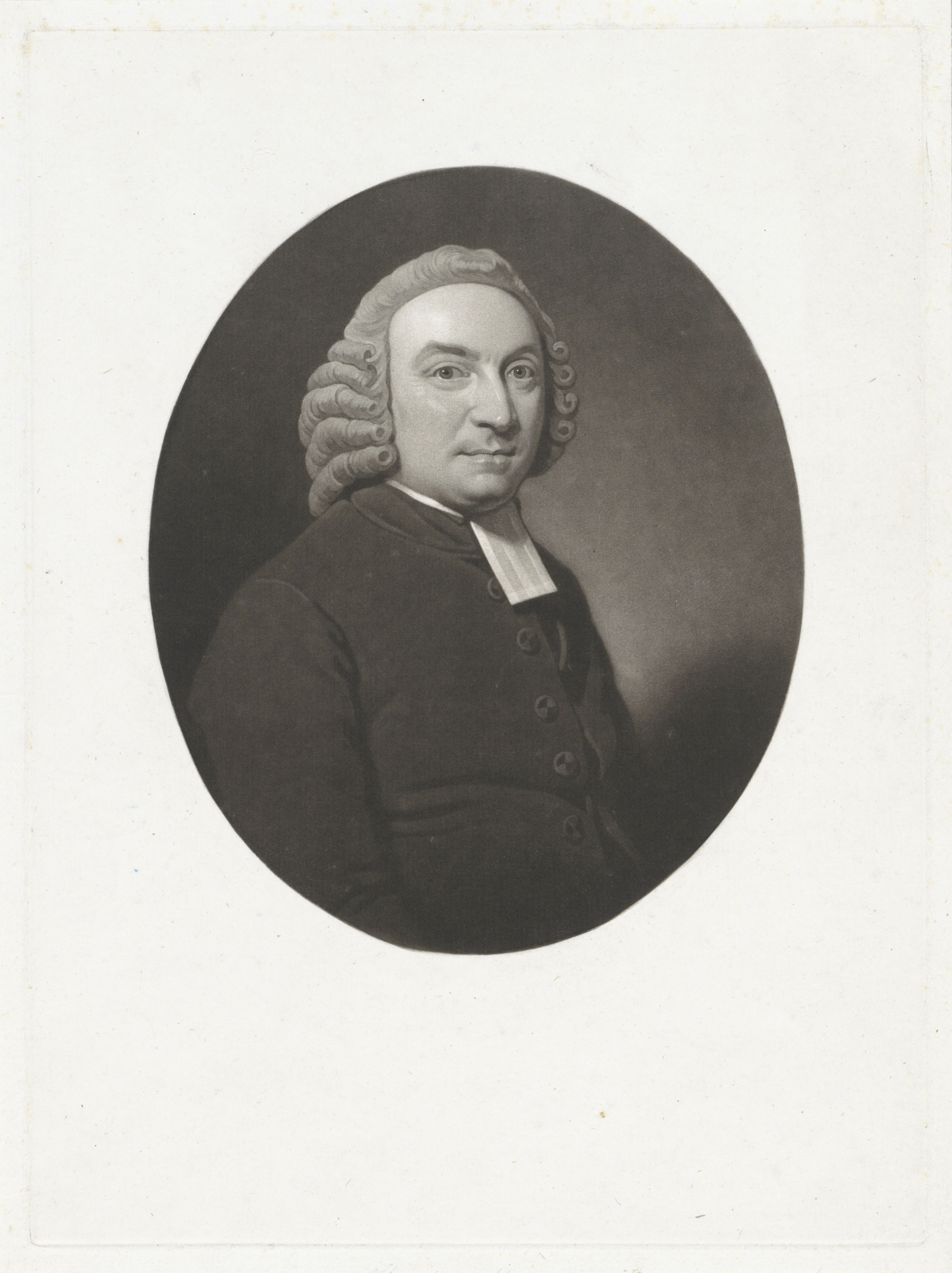
De predikant Hendrik Husly Viervant, mezzotint van Charles Howard Hodges uit 1804

Hendrik Husly Viervant (Arnhem, 6 november 1754 - Amsterdam, 14 november 1814) was een Nederlands predikant, stammend uit het bouwmeestersgeslacht Viervant. Zijn vader was de Arnhemse stadstimmerman Hendrik Viervant (1718-1775); zijn moeder, Catharina Maria Otten (1718-1786), was de zus van de belangrijkste neoclassicistische architect uit die dagen, Jacob Otten Husly (1738-1796). Zijn oudere broer Leendert Viervant (1755-1801) werd architect in Amsterdam. Zijn jongere zuster Bertha Elisabeth Viervant (1760-1810) trouwde met haar neef, de Arnhemse architect Roelof Roelofs Viervant (1755-1819), de zoon van Hendriks broer Anthony Viervant, timmerman in Arnhem.
Na zijn studie in Utrecht werd Hendrik Husly Viervant achtereenvolgens predikant in Scherpenzeel (1775), Haastrecht (1777), Vlaardingen (1780), Haarlem (1783), Rotterdam (1788) en Amsterdam (1792). Wegens zijn weigering de nieuwe Bataafse overheid te erkennen werd hij in juni 1796 geschorst, en pas in 1804 in zijn ambt hersteld. In januari 1809 werd hij door de minister van eredienst, Johan Hendrik Mollerus, benoemd tot lid van een commissie die de reorganisatie van de Hervormde Kerk ter hand moest nemen.